# Marcolândia
Marcolândia är en kommun i Brasilien.   Den ligger i delstaten Piauí, i den östra delen av landet, 1 200 km nordost om huvudstaden Brasília. Antalet invånare är 7 810.
Omgivningarna runt Marcolândia är huvudsakligen savann. Runt Marcolândia är det ganska glesbefolkat, med 43 invånare per kvadratkilometer.